# Доња Бучица
Доња Бучица је насељено мјесто на подручју града Глине, Банија, Република Хрватска.

## Историја
Доња Бучица се од распада Југославије до августа 1995. налазила у Републици Српској Крајини.

## Становништво
| Националност       | 1991.      |
| Хрвати             | 174 (100%) |
| Срби               |            |
| Југословени        |            |
| остали и непознато |            |
| Укупно             | 174        |

| Демографија | Демографија | Демографија |
| Година      | Становника  | Становника  |
| ----------- | ----------- | ----------- |
| 1961.       | 328         |             |
| 1971.       | 274         |             |
| 1981.       | 226         |             |
| 1991.       | 174         |             |
| 2001.       | 114         |             |
| 2011.       |             | 54          |